# Alborache
Alborache là một đô thị ở comarca Hoya de Buñol cộng đồng Valencia, Tây Ban Nha. Đô thị này có diện tích 27,33 km², dân số thời điểm năm 2006 là 1003 người.